# Bismarck-Nationaldenkmal
Het Bismarck-Nationaldenkmal (Nederlands: Nationaal Bismarckmonument) is een monument in Tiergarten in Berlijn ter ere van de eerste Duitse rijkskanselier Otto von Bismarck. Het werd opgericht in 1901 en het is het laatste grote werk van de beeldhouwer Reinhold Begas, die ook het Kaiser-Wilhelm-Nationaldenkmal in Berlijn ontwierp.
Het standbeeld van Bismarck wordt geflankeerd door enkele standbeelden van mythologische figuren die elk iets symboliseren:
- Atlas symboliseert met zijn wereldbol de macht van het Duitse Rijk
- Siegfried symboliseert met zijn zwaard de grootsheid van de Duitse industrie en het Duitse leger.
- Germania symboliseert Duitsland.
- Sibille symboliseert de geschiedenis door in het geschiedenisboek te lezen.

Het monument stond oorspronkelijk op de Königsplatz, de tegenwoordige Platz der Republik, voor het Rijksdaggebouw. Het standbeeld van Bismarck stond bijna symbolisch met zijn rug naar de Rijksdag, die in de door hem geschreven grondwet maar weinig macht had gekregen. In 1938 werd het monument naar aanleiding van de plannen van Hitler om van Berlijn de Welthauptstadt Germania te maken, verplaatst naar zijn huidige locatie aan de Großer Stern.

## Foto's

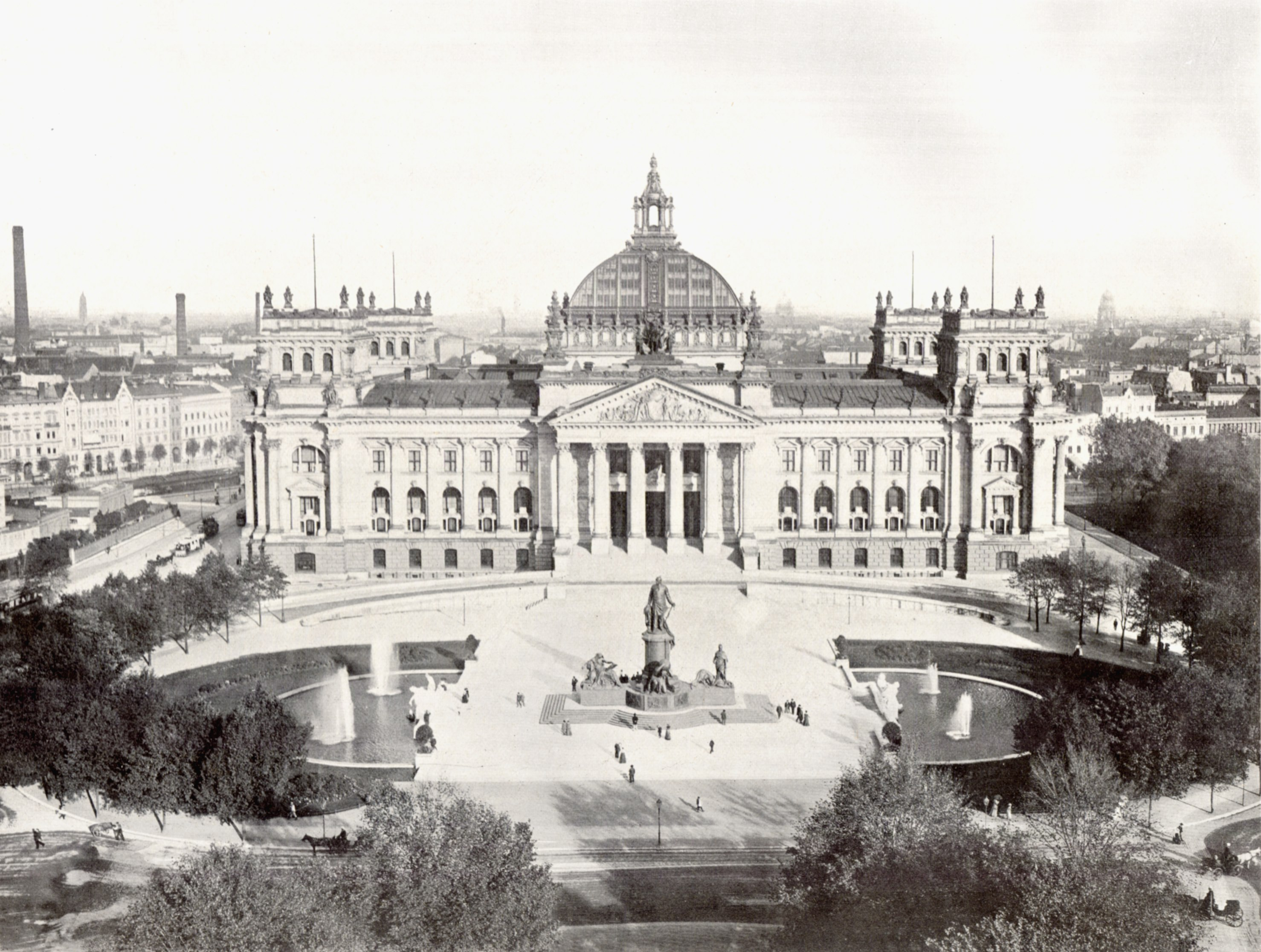
Het Bismarck-Nationaldenkmal voor de Rijksdag
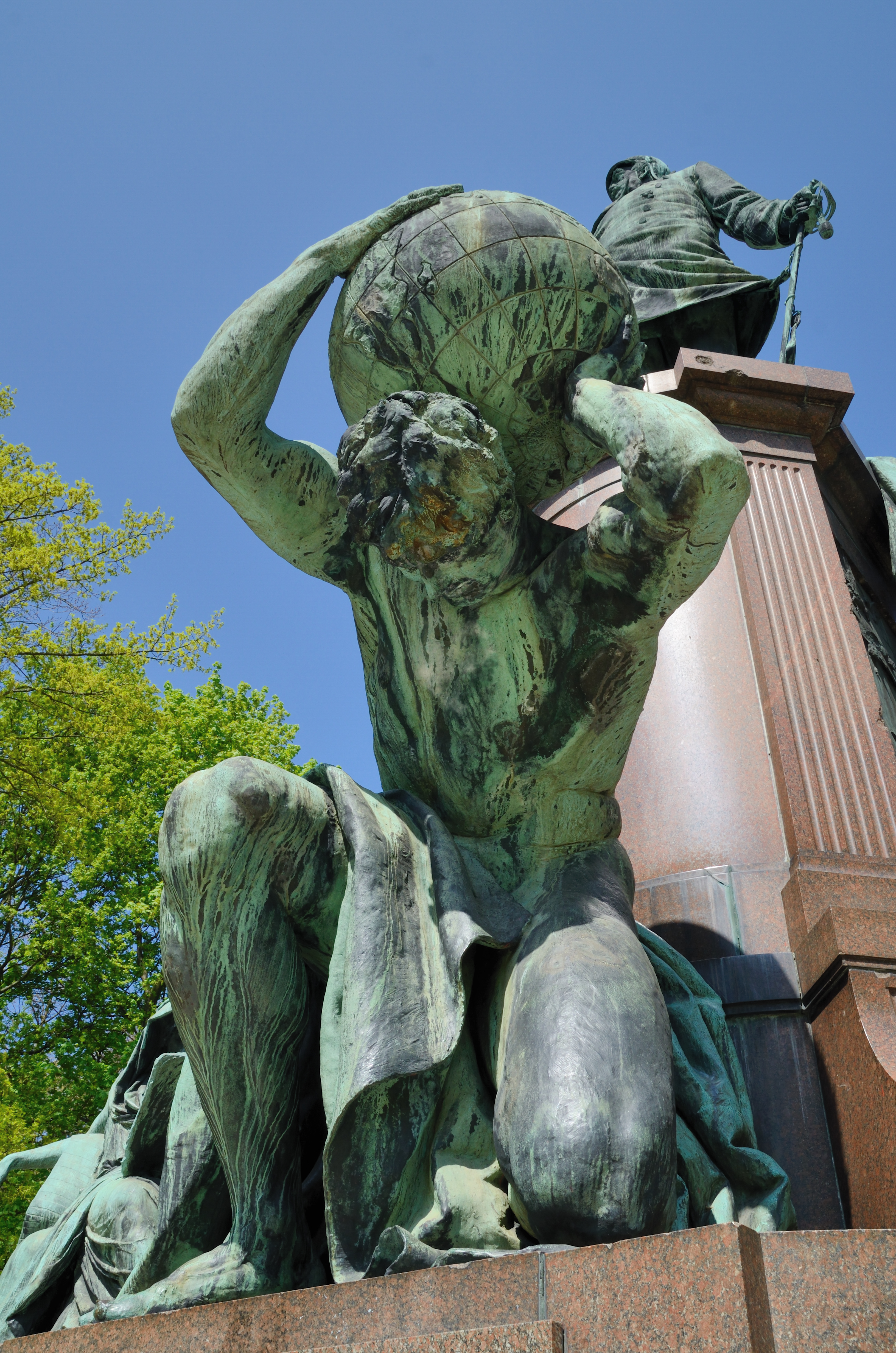
Atlas
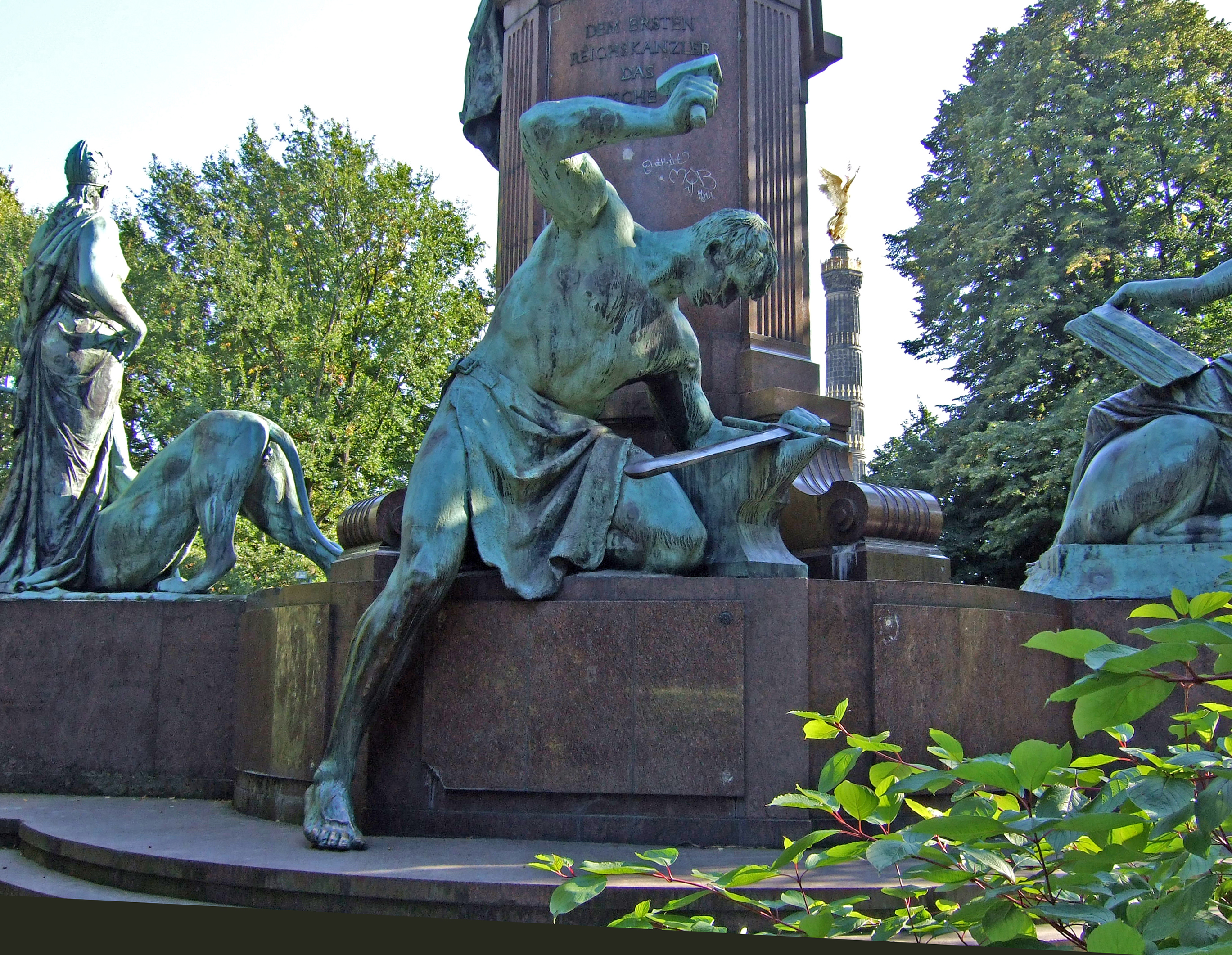
Siegfried
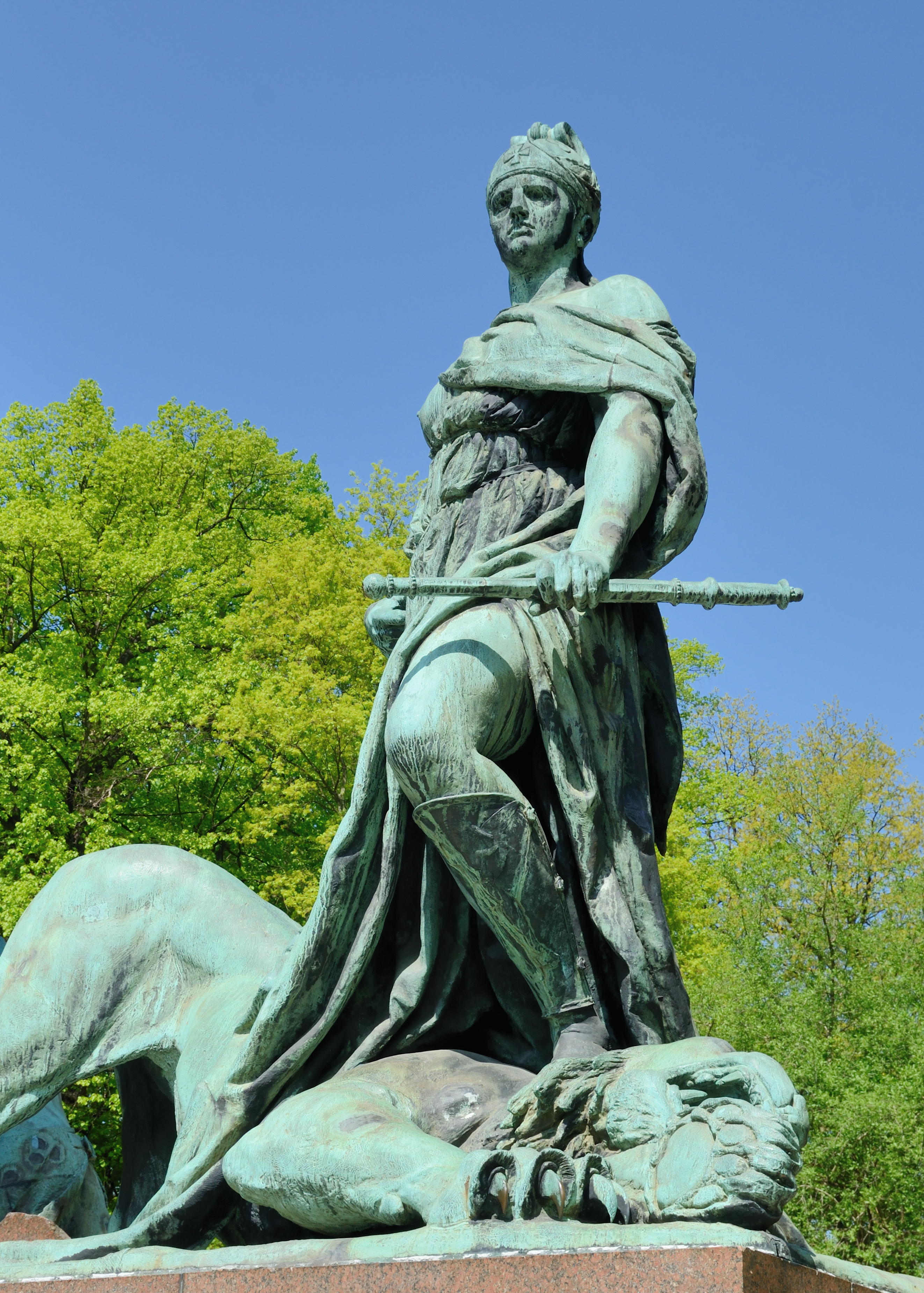
Germania
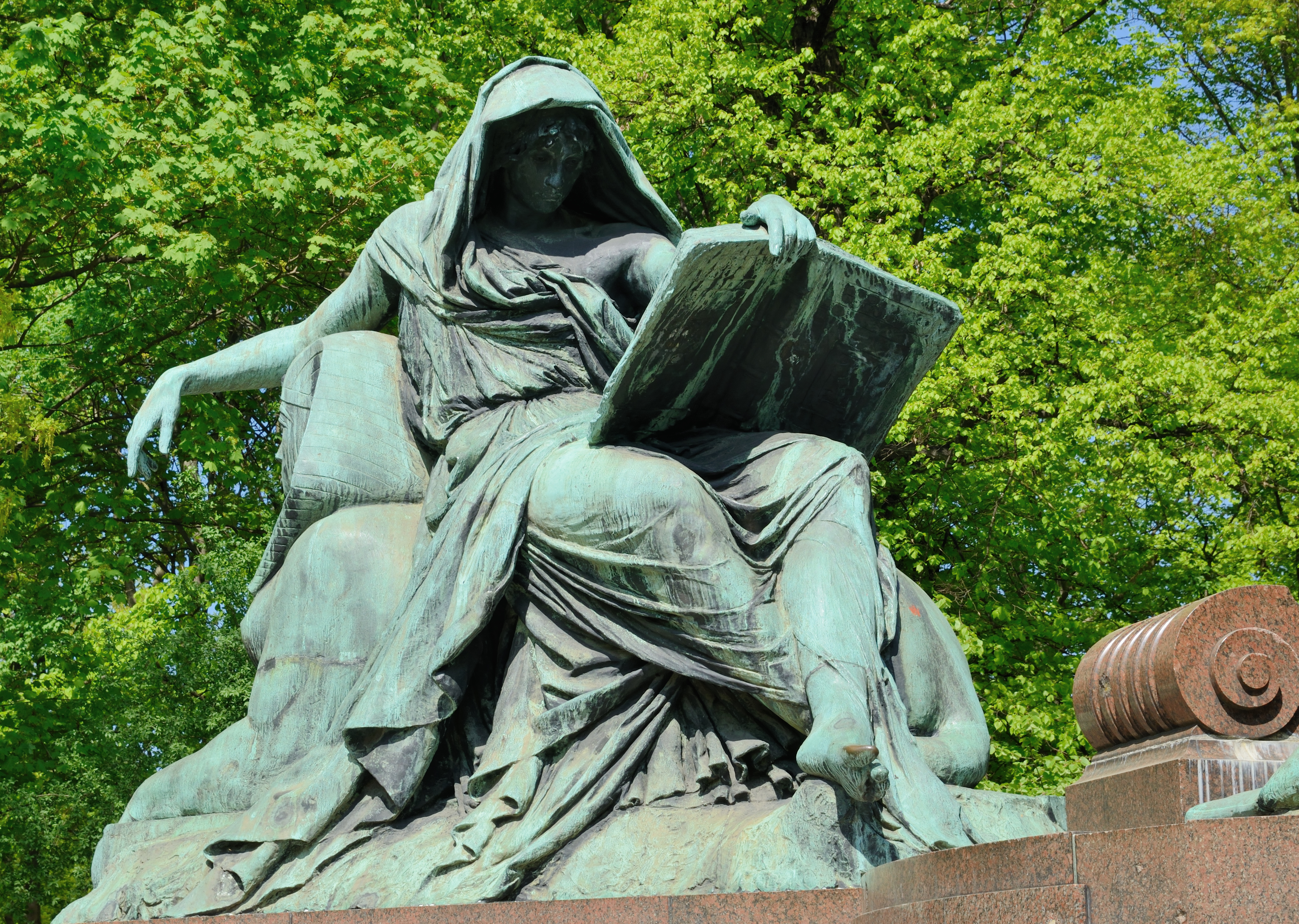
Sibille